# Gwyneth Herbert
Gwyneth Herbert (Wimbledon, 1981. augusztus 26. –) brit énekesnő, dalszerző.

## Pályakép
Gwyneth Herbert énekes, multiinstrumentalista zenész. Írókkal, zenészekkel, rendezőkkel, koreográfusokkal, képzőművészekkel, bohócokkal, fiatalokkal együttműködve alkotta meg saját színpadi világát. A szakkritika dícsérően ismerte el albumait.
Gwyneth Herbert Mary és Brian Herbert gyermekeként született Wimbledonban. A dél-angliai Surreyben és Hampshire-ben nevelkedett. Három évesen kezdett zongorázni, ötévesen pedig már dalocskákat írt. Megtanulta a kürtön is játszani. Tizenéves korában olyan zenekarokkal játszott, mint például a Surrey County Youth Orchestra. Megalakított egy rövid életű punkzenekart Wasted Minds néven. 14 évesen felvett egy demókazettát saját dalaiból a wokingi Trinity Studiosban.
Herbert a Surrey állambeli Cranleigh-ben lévő Glebelands Schoolba járt, majd pedig a hampshire-i Alton College-ba. Zenei ízlése itt a dzsessz felé mozdult. Amíg a St. Chad's College-ban, a Durhami Egyetemen tanult, találkozott diáktársával Will Rutterrel, és együtt kezdtek írni, valamint fellépni Északkelet-Anglia kávézóiban és bárjaiban.
Dzsessz- és swingsztenderd előadásairól vált ismertté. Ma már eredeti kompozíciók írójaként ismert, beleértve a zenés színházat is.
2018-as turnéprojektje, a Letters I Haven't Written az értelmes kapcsolat fogalmát kutatta az egyre zajosabb világban.
Zeneszerzőként számos megbízást kapott a London Sinfoniettától, a Mahogany Opera Grouptól, a Roman River Festivaltól és a Snape Maltingstól, beleértve egy szuahéli népdal feldolgozását, amelyet 100 000 gyerek adott elő világszerte.

## Albumok
- 2003: First Songs (és Will Rutter)
- 2004: Bittersweet and Blue
- 2006: Between Me and the Wardrobe
- 2008: Ten Lives
- 2009: All the Ghosts
- 2013: The Sea Cabinet
- 2018: Letters I Haven't Written

EP
- 2010: Clangers and Mash

Kislemezek
- 2011: Perfect Fit
- 2018: You're Welcome